# Jeon Hong-Kwon
Jeon Hong-Kwon, född den 15 mars 1979, är en sydkoreansk landhockeyspelare.
Han tog OS-silver i herrarnas landhockeyturnering i samband med de olympiska landhockeytävlingarna 2000 i Sydney.